# Antonov An-3
L'Antonov An-3 (in cirillico Антонов Ан-3) è un monomotore biplano da trasporto multiruolo progettato dall'OKB 153 diretto da Oleg Konstantinovič Antonov, sviluppato in Unione Sovietica nei tardi anni settanta ed attualmente prodotto dall'azienda russa Production Corportation "Polyot".

## Storia

### Sviluppo[3]
Evoluzione del precedente Antonov An-2 degli anni quaranta del quale mantiene però solamente l'aspetto estetico fu rinnovato a partire dal motore, con un più potente motore turboelica (ТВД-20/TVD-20), un'elica a tre pale a passo variabile (modello AB-17), una nuova organizzazione del compartimento di carico e un nuovo sistema di riscaldamento. In aggiunta vennero aggiornati i sistemi di volo e venne installato un sistema di antincendio. Il motore ТВД-20 fu progettato dall'OMSK Machine Building Design Bureau e costruito presso la Baranov Motor Production Plant, sempre in Russia. L'aumento della potenza del motore portò ad un aumento delle capacità del velivolo rispetto all'An-2 come la produttività che aumento di una volta e mezza così come anche la sicurezza e il comfort. L'aggiornamento degli aerei da An-2 ad An.3 ha portato agli operatori dell'An-2 un aumento della vita del velivolo del 50%

## Versioni
An-3T conosciuto come An-03.01 CARGO-PASSENGER
versione base da trasporto cargo destinato a trasporto di 1 800 kg di merce oppure 900 kg di merce e 4 passeggeri.
An-3T-200
versione base rimotorizzata con TVD-20-01BM
An-3TP conosciuto come An-03.07 TRANSPORT-PASSENGER
versione destinata a trasporto di passeggeri, può portare fino a 9 passeggeri senza merce oppure 4-5 passeggeri e fino a 900 kg di merce oppure 2 passeggeri e fino a 1 550 kg di merce. L'aereo può essere equipaggiato con i vani per i bagagli a mano, con un bagno e con i rivestimenti della cabina ed isolamento rinforzato.
An-3C conosciuto come An-03.07/-03.08 COMBINED
versione da trasporto combo con 12 posti reclinabili destinati ai paracadutisti che può essere trasformata nella versione base An-03.07 TRANSPORT-PASSENGER.
An-3L conosciuto come An-03.10 LANDING
versione attrezzata e destinata per i lanci dei 12 paracadutisti con diversi sistemi certificati.
An-3F-P conosciuto come An-03.08 FOREST-PATROLLING
versione destinata a pattugliamento dei boschi da parte del Corpo Forestale. L'aereo può essere equipaggiato per 12 vigili di fuoco con attrezzatura da paracadutisti oppure per 7 agenti del Corpo Forestale e 200 kg di attrezzature, oppure 4 agenti del Corpo Forestale e 600 kg di attrezzature, oppure fino a 1 600 kg di merce.
An-3AG conosciuto come An-03.02 AGRICULTURAL
versione destinata ad uso agricolo che può essere trasformata nella versione base An-03.01 CARGO-PASSENGER dopo rimozione delle attrezzature utilizzate nell'uso agricolo del velivolo.

## Specifiche tecniche ulteriori
- Dimensioni della cabina:
  - Lunghezza: 4,21 m
  - Larghezza: 1,65 m
  - Altezza: 1,85 m
- Velocità
  - Velocità di crociera: 230 km/h
  - Velocità di atterraggio: 110 km/h
  - Velocità di stallo: 60 km/h
  - Velocità di salita a livello del mare: 5 m/s
- Autonomia
  - con un carico di 1500 km: 770 km
  - ferry flight a 1000 m: 1140 km
  - ferry flight a 2000 m: 1230 km
- Equipaggio: 1/2

## Utilizzatori

### Civili
Russia
- Aero-tranzit Aircompany
- Amur Airlines (non più in servizio)
- Čukotavia
- KrasAvia
- Miravia
- NordStar Airlines (non più in servizio)
- Polar Airlines

 Ucraina
- Antonov Design Bureau (non più in servizio)
- Rosavia Ltd

### Governativi
Russia
- Avialesochrana
- EMERCOM